# 寂しくならない別れの言葉
「寂しくならない別れの言葉」（さびしくならないわかれのことば）は、1998年5月2日に発売されたEPOの30枚目のシングル。発売元はKitty Records。規格品番はKTDR-2188。

## 概要
アルバム『Soul Kitchen』からのシングルカット。表題曲「寂しくならない別れの言葉」は、久々にセンチメンタル・シティ・ロマンスの協力を得て制作された。日本テレビ系列で放送されたスペシャルドラマ『星に願いを』主題歌として使用され、さらにNHK BS2で放送された情報番組「ウイークエンド・ジョイ」のエンディング・テーマとしても使用された。
「君のさがしもの」は、1998年長野パラリンピック支援の為に制作された久石譲プロデュースのテーマ・アルバム『HOPE NAGANO PARALYMPICS 1998 TRIBUTE』収録曲の別バージョン。

## 収録曲
| 全作詞・作曲: EPO。 |                                            |           |            |                                       |                  |      |
| #                   | タイトル                                   | 作詞      | 作曲・編曲 | 編曲                                  | ストリングス編曲 | 時間 |
| 1.                  | 「寂しくならない別れの言葉」               | EPO       | EPO        | EPO・センチメンタル・シティ・ロマンス | 菅野よう子       | 5:07 |
| 2.                  | 「月のない夜」                             | EPO       | EPO        | EPO                                   |                  | 5:00 |
| 3.                  | 「君のさがしもの」(New Version)            | EPO       | EPO        | 桜井鉄太郎                            |                  | 3:44 |
| 4.                  | 「寂しくならない別れの言葉」(instrumental) | EPO       | EPO        |                                       |                  | 5:07 |
| 合計時間:           | 合計時間:                                  | 合計時間: | 合計時間:  | 18:58                                 |                  |      |

## 参加ミュージシャン
寂しくならない別れの言葉
- Drums：新井田耕造
- E. Bass：久田潔
- A. guitar：告井延隆、中野督夫
- E. guitar：告井延隆
- Keyboards：細井豊
- Percussion：岡部洋一
- Strings：金子飛鳥ストリングス
- Voice：EPO、告井延隆、細井豊、中野督夫

月のない夜
- A. Piano：フェビアン・レザ・パネ
- Trombone：向井滋春
- Voice：EPO

## 関連商品
- HOPE～ナガノ・パラリンピックス1998 トリビュート – CDJournal